# ماریا اریکسون
ماریا اریکسون (به انگلیسی: Maria Eriksson) (زاده ۲۹ ژوئیه ۱۹۸۲ میلادی) مدل انگلیسی است.
او یکی از چند مدل از خارج از ایالات متحده است که به سبب توانایی حرفه‌ای فوق‌العاده اش، کارت سبز خاصی را بواسطه حرفه‌اش بدست آورده‌است.

## اوایل زندگی
ماریا اریکسون در نزدیکی لیدز در غرب یورک‌شایر در شمال انگلستان متولد شد. خانواده اش انگلیسی است و دارای ریشه خانوادگی اتریشی است. اریکسون دارای مدرک لیسانس و مدرک کارشناسی ارشد از دانشگاه نیوکاسل و دانشگاه یورک است.
اریکسون هیچ قصدی برای تبدیل شدن به یک مدل نداشت، اما پس از تکمیل مدرک کارشناسی خود، مدت کوتاهی در لندن به عنوان یک مدل برای طراحان برجسته لندن مثل بلیو ساسون و زاندرا رودز کارکرد.
اریکسون پس از اتمام مدرک دوم خود، به حرفه مدلینگ به صورت تمام وقت بازگشت و از سال ۲۰۰۹ میلادی به‌طور ثابت و پیوسته کار کرده‌است.

## فعالیت‌ها

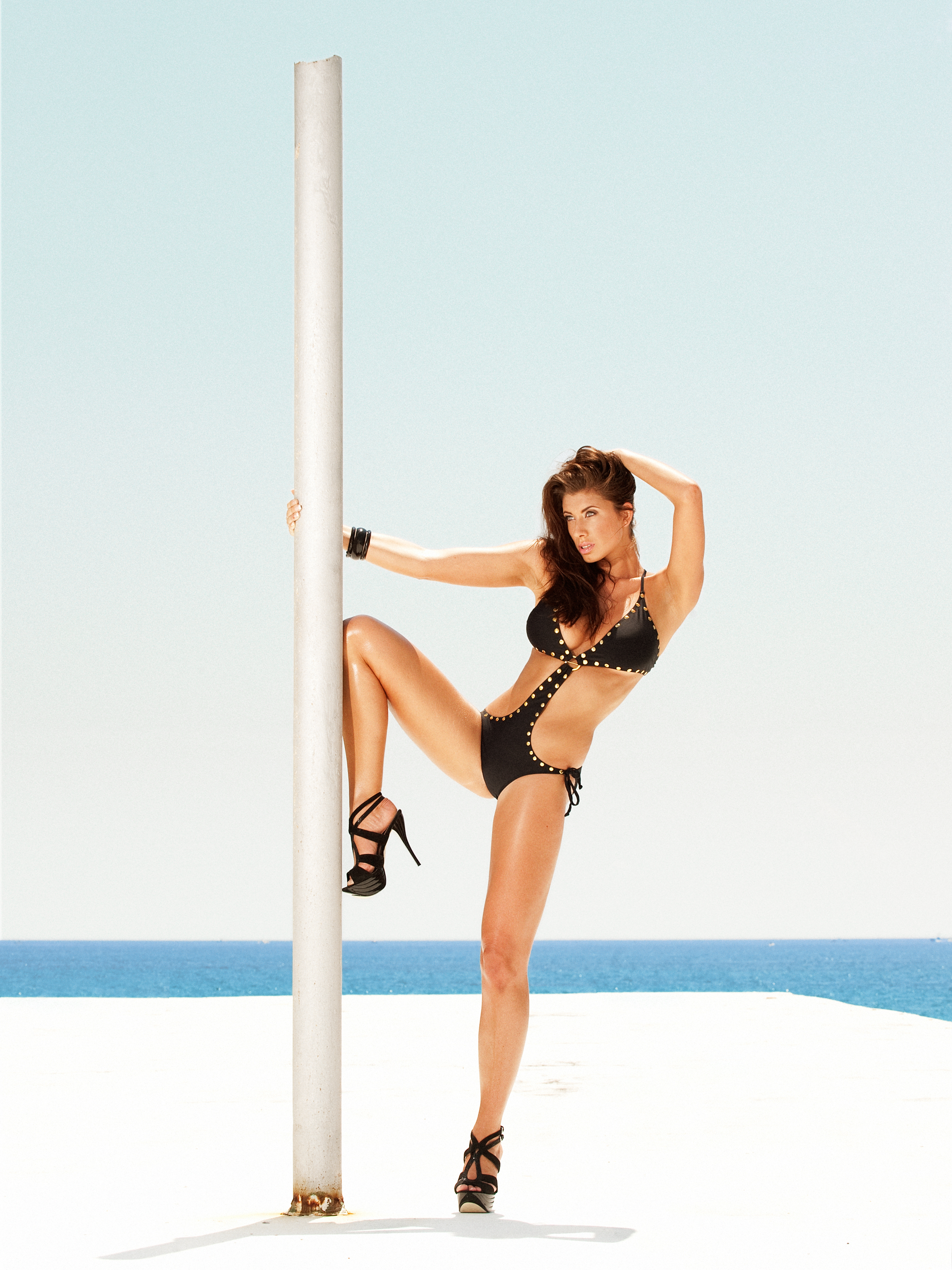
ماریا اریکسون در میامی، ۲۰۱۰

اریکسون سه مرتبه عنوان بازیگر برتر پلی‌بوی دست یافته‌است، او در سه قارهٔ متفاوت این عنوان را به دست آورده‌است. او در مجلات متعددی از جمله FHM در سنگاپور و همچنین در استرالیا ظاهر شده‌است و چندین نمایش در مجلات ویژهٔ پلی‌بوی داشته‌است. او در FHM اندونزی و FHM مالزی در سال‌های ۲۰۱۳ و ۲۰۱۱ میلادی نیز ظاهر شده‌است که بخشی از مجله FHM است که ابتدا در انگلستان منتشر می‌شد.
اریکسون به مکزیک رفت و در سال ۲۰۱۲ میلادی در مجلهٔ ماکزیم اسپانیول تصویر او در شش صفحه منتشر شد.